# 張士彬
張士彬（？—？），字剑侯，雲南省大理府太和縣人，清朝政治人物、同進士出身。官至工部主事。
光緒六年（1880年），参加庚辰科殿試，登進士三甲第29名。同年五月，著分部學習。